# Mike Yeo
Michael "Mike" Yeo, född 31 juli 1973, är en kanadensisk ishockeytränare och före detta professionell ishockeyforward.
Yeo tränar Philadelphia Flyers i NHL.
Han spelade för Wilkes-Barre/Scranton Penguins i American Hockey League (AHL), Houston Aeros i International Hockey League (IHL) och Sudbury Wolves i Ontario Hockey League (OHL).
Direkt efter spelarkarriären blev Yeo utnämnd till assisterande tränare för Wilkes-Barre/Scranton Penguins, ett jobb han hade fram till 2005 när han fick en liknande arbetsroll hos Pittsburgh Penguins i NHL. Yeo och Penguins vann en Stanley Cup för säsongen 2008–2009. Den 16 juni 2010 utsågs han till tränare för sin gamla arbetsgivare Houston Aeros som spelade i AHL. Yeo var där bara en säsong innan han återvände till NHL och blev tränare för Minnesota Wild. Den 13 februari 2016 fick han sparken. Den 13 juni utsågs Yeo till assisterande tränare åt Ken Hitchcock i St. Louis Blues och tog över tränarsysslorna när Hitchcock fick sparken den 1 februari 2017. Den 20 november 2018 fick Yeo sparken och ersattes av sin assisterande tränare Craig Berube.
Han har också varit assisterande tränare för Kanada i de internationella turneringarna Världsmästerskapet i ishockey för herrar 2016 och Världsmästerskapet i ishockey för herrar 2018, där han och Kanada vann guld 2016.

## Statistik

### Spelare
| 1989–1990  | North Bay Trappers             | GNML       | 32  | 16 | 15 | 31  | 30  | —  | —  | — | —  | —  |
| 1990–1991  | Sudbury Wolves                 | OHL        | 58  | 7  | 2  | 9   | 73  | 4  | 0  | 0 | 0  | 5  |
| 1991–1992  | Sudbury Wolves                 | OHL        | 43  | 5  | 8  | 13  | 60  | 11 | 2  | 1 | 3  | 2  |
| 1992–1993  | Sudbury Wolves                 | OHL        | 24  | 8  | 5  | 13  | 47  | 3  | 0  | 0 | 0  | 5  |
| 1993–1994  | Sudbury Wolves                 | OHL        | 65  | 34 | 32 | 66  | 53  | 10 | 8  | 4 | 12 | 4  |
| 1994–1995  | Houston Aeros                  | IHL        | 63  | 5  | 12 | 17  | 100 | —  | —  | — | —  | —  |
| 1995–1996  | Houston Aeros                  | IHL        | 69  | 14 | 16 | 30  | 113 | —  | —  | — | —  | —  |
| 1996–1997  | Houston Aeros                  | IHL        | 56  | 10 | 11 | 21  | 105 | 13 | 2  | 3 | 5  | 2  |
| 1997–1998  | Houston Aeros                  | IHL        | 72  | 20 | 21 | 41  | 128 | 3  | 0  | 1 | 1  | 2  |
| 1998–1999  | Houston Aeros                  | IHL        | 57  | 6  | 12 | 18  | 65  | 9  | 0  | 4 | 4  | 11 |
| 1999–2000  | Wilkes-Barre/Scranton Penguins | AHL        | 19  | 1  | 3  | 4   | 4   | —  | —  | — | —  | —  |
| IHL totalt | IHL totalt                     | IHL totalt | 317 | 55 | 72 | 127 | 511 | 25 | 2  | 8 | 10 | 15 |
| OHL totalt | OHL totalt                     | OHL totalt | 190 | 54 | 47 | 101 | 233 | 28 | 10 | 5 | 15 | 16 |

### Tränare
| Lag                 | Säsong    | Grundserie | Grundserie | Grundserie | Grundserie        | Grundserie | Grundserie      | Slutspel                   |  |
| Lag                 | Säsong    | Matcher    | Vinster    | Förluster  | Övertidsförluster | Poäng      | Placering       | Resultat                   |  |
| ------------------- | --------- | ---------- | ---------- | ---------- | ----------------- | ---------- | --------------- | -------------------------- |  |
| Minnesota Wild      | 2011–2012 | 82         | 35         | 36         | 11                | 81         | 4:e i Northwest | Missade slutspel.          |  |
| Minnesota Wild      | 2012–2013 | 48         | 26         | 19         | 3                 | 55         | 2:a i Northwest | Förlorade i första rundan. |  |
| Minnesota Wild      | 2013–2014 | 82         | 43         | 27         | 12                | 98         | 4:e i Central   | Förlorade i andra rundan.  |  |
| Minnesota Wild      | 2014–2015 | 82         | 46         | 28         | 8                 | 100        | 4:e i Central   | Förlorade i andra rundan.  |  |
| Minnesota Wild      | 2015–2016 | 55         | 23         | 22         | 10                | 56         | (Sparkad)       |                            |  |
| St. Louis Blues     | 2016–2017 | 32         | 22         | 8          | 2                 | 46         | 3:a i Central   | Förlorade i andra rundan.  |  |
| St. Louis Blues     | 2017–2018 | 82         | 44         | 32         | 6                 | 94         | 5:e i Central   | Missade slutspel.          |  |
| St. Louis Blues     | 2018–2019 | 19         | 7          | 9          | 3                 | 17         | (Sparkad)       |                            |  |
| Philadelphia Flyers | 2021–2022 | 1          | 1          | 0          | 0                 | 2          | Säsong pågår    |                            |  |
| Totalt              | Totalt    | 483        | 247        | 181        | 55                | 549        |                 |                            |  |